# Le Cambout
Le Cambout (en bretó Ar C'hembod, gal·ló Le Canbót) és un municipi francès, situat a la regió de Bretanya, al departament de Costes del Nord. L'any 2006 tenia 556 habitants.

## Demografia
| 1962                                       | 1968 | 1975 | 1982 | 1990 | 1999 |
| ------------------------------------------ | ---- | ---- | ---- | ---- | ---- |
| 625                                        | 718  | 599  | 548  | 549  | 526  |
| Des de 1962: població sense dobles comptes |      |      |      |      |      |

## Administració
| Període    | Identitat         | Partit        |
| ---------- | ----------------- | ------------- |
| 1964-1977  | Edouard Michard   |               |
| 1977-1991  | Gilles Nizan      | PS            |
| 1991 -1995 | Marcel Connan     |               |
| 1995-      | Jean-Noël Lagueux | Divers droite |